# Marcin Baszczyński
Marcin Baszczyński (Ruda Śląska, 1977. június 7. –) lengyel válogatott labdarúgó.
A lengyel válogatott tagjaként részt vett a 2006-os világbajnokságon.

## Sikerei, díjai
Ruch Chorzów
- Lengyel kupa (1): 2005–06

Wisła Kraków
- Lengyel bajnok (6): 2000–01, 2002–03, 2003–04, 2004–05, 2007–08, 2008–09
- Lengyel kupa (2): 2001–02, 2002–03
- Lengyel szuperkupa (1): 2001